# HBsAg

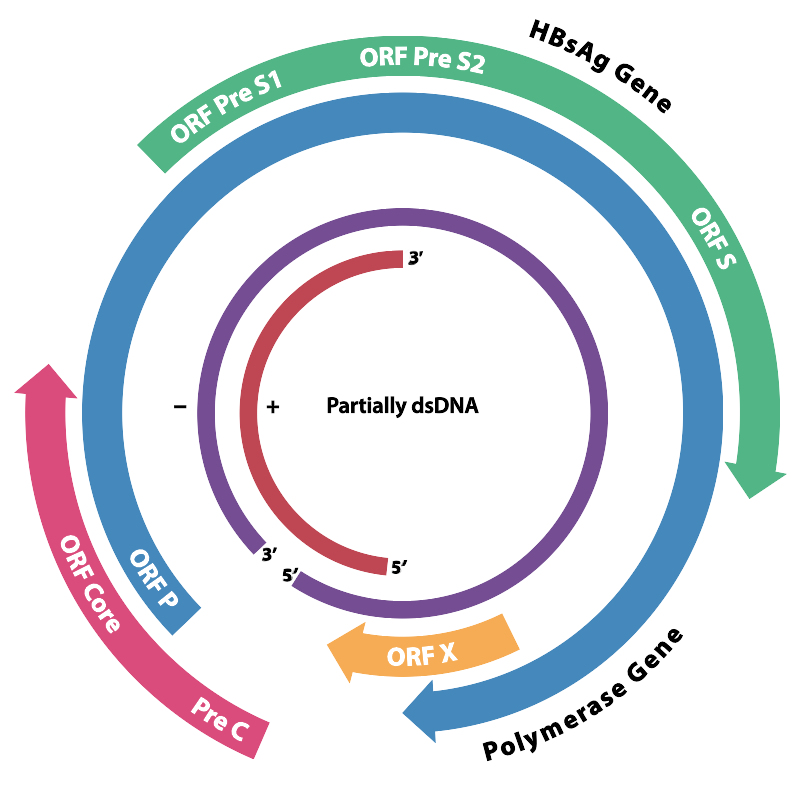
Il genoma di HBV. I geni si sovrappongono (ORF S, in verde, codifica per la proteina HBsAg).

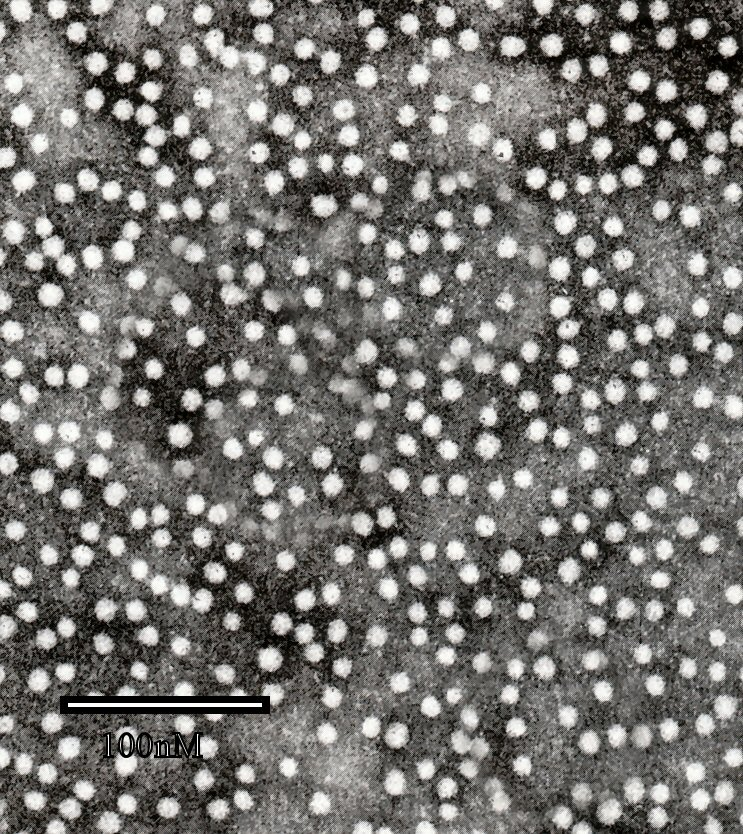
Particolari dell'antigene HBsAg visto al microscopio elettronico.

HBsAg (Hepatitis B surface antigen) è la sigla che indica l'antigene di superficie dell'epatite B, anche conosciuto come antigene Australia.

## Storia
L'HBsAg fu scoperto nel 1963 dal medico premio Nobel Baruch S. Blumberg presso il National Institutes of Health e viene comunemente indicato come antigene Australia, in quanto venne isolato per la prima volta nel siero di una persona aborigena australiana. Il virologo Alfred Prince nel 1968 scoprì che l'antigene faceva parte del virus che causava l'epatite da inoculazione (epatite B).
Nel 1980 fu immesso in commercio l'Heptavax, un vaccino di "prima generazione" per l'epatite B.  Il vaccino fu allestito con HBsAg estratto dal plasma di soggetti affetti da epatite. Gli attuali vaccini sono allestiti con HBsAg ricombinante coltivati su lieviti.

## Struttura e funzione
Il capside di un virus si caratterizza per la presenza sulla struttura esterna di proteine superficiali che agiscono come antigeni. Questi antigeni sono riconosciuti da proteine con funzioni anticorpali che si legano specificamente a una di queste proteine di superficie.

## Immunodosaggio enzimatico
Queste proteine antigeniche possono essere prodotte geneticamente in laboratorio (ad esempio ricorrendo a E. coli transgene) al fine di produrre materiale utilizzabile per un test antigenico semplice, in grado di rilevare la presenza di HBV. HBsAg è presente nel siero di pazienti affetti da epatite virale B (sia che manifestino o no sintomi clinici). I pazienti che hanno sviluppato anticorpi contro l'HBsAg (che in altre parole si sieroconvertono verso l'antigene HBsAg) sono di solito considerati non infettivi.
Negli ultimi anni la possibilità di rilevare l'HBsAg con immunodosaggi molto sensibili ha messo in condizione gli studiosi di meglio comprendere la distribuzione e l'epidemiologia del virus nel mondo. La migliore comprensione ha comportato una radicale diminuzione del rischio di infezione nelle trasfusioni. Il rilevamento di HBsAg con tecniche di immunodosaggio è usato nello screening del sangue, per stabilire una diagnosi clinica di infezione da virus epatite B, in combinazione con altri marker di malattia, e per monitorare il trattamento antivirale.
In ambito istopatologico, la presenza di HBsAg è generalmente dimostrato ricorrendo all'uso della tecnica Shikata orceina (in genere utilizzata per la colorazione delle fibre elastiche), che utilizza un colorante naturale per legarsi all'antigene nelle cellule epatiche infette.

## Rilevanza diagnostica di HBsAg
HBsAg ha un importantissimo valore diagnostico nella valutazione delle infezioni da virus dell'epatite B. Infatti compare nel siero prima del vero e proprio esordio clinico della malattia. In genere può essere rilevato circa 2-4 settimane dopo il contagio. HBsAg tende quindi a scomparire subito dopo il normale innalzamento delle transaminasi. La produzione anticorpale naturale o indotta da vaccino diretta contro questo antigene conferisce protezione.
La sua presenza invece identifica i soggetti con infezione in atto. Tuttavia non ha alcun significato per quanto attiene alla replicazione virale. HbsAg può persistere nell'organismo per 2-5 mesi. Successivamente scompare. La persistenza di HbsAg oltre i 6 mesi permette di definire il paziente un portatore cronico. L'evoluzione verso lo stato di portatore si verifica nel 5-10% dei soggetti affetti da epatite B.